# Lúcio Cássio Longino Ravila
Lúcio Cássio Longino Ravila (em latim: Lucius Cassius Longinus Ravilla) foi um político da gente Cássia da República Romana eleito cônsul em 127 a.C. com Lúcio Cornélio Cina. Era filho de Quinto Cássio Longino, cônsul em 164 a.C., e pai de Caio Cássio Longino, cônsul em 96 a.C.. O agnome "Ravila" é por causa de seus "olhos cinza" (em latim: "ravi oculi").

## Carreira
Foi tribuno da plebe em 137 a.C. e conseguiu aprovar a Lex Cassia Tabellaria, que reformou o sistema eleitoral ao introduzir o voto secreto utilizando cédulas. A lei introduzia o desempate nos iudicium populi (casos criminais julgados por votação pelo povo) mas ficavam excluídos os casos de perduellio. Esta lei foi acolhida muito desfavoravelmente pelos optimates porque os privava da sua influência na votação.
Em 127 a.C., foi eleito cônsul com Lúcio Cornélio Cina e, dois anos depois, foi eleito censor com Cneu Servílio Cepião, ano no qual se iniciaram os trabalhos de construção da Água Tépula, um dos aquedutos romanos. Atuou no cargo com severidade, chegando a processar o ex-cônsul Marco Emílio Lépido Porcina por viver em Roma em uma residência considerada exorbitante (e também por que ele era contra a Lex Tabellaria). No mesmo período, cunhou a expressão "cui bono?", dirigida a uma pessoa quando se duvidava de quem seria o real beneficiário das ações dela.
Em 114 a.C., tratou do processo contra três virgens vestais que eram acusadas de terem violado o voto de castidade. Duas foram condenadas à morte, apesar de o pontífice máximo, Lúcio Cecílio Metelo Dalmático as ter absolvido do mesmo crime meses antes juntamente com os homens envolvidos.
Sua reputação também teve um papel importante nas difíceis lutas políticas entre optimates e populares nos anos seguintes após a morte dos irmãos Graco.